# Uroš Trifunović
Uroš Trifunović (in serbo Урош Трифуновић?; Belgrado, 5 dicembre 2000) è un cestista serbo.

## Biografia
È il figlio dell'allenatore ed ex cestista Aleksandar Trifunović.

## Palmarès
- Coppa di Serbia: 2

Partizan Belgrado: 2019, 2020
- Lega Adriatica: 1

Partizan Belgrado: 2022-23